# Krucjata w dżinsach (film)
Krucjata w dżinsach (tytuł oryg. Kruistocht in spijkerbroek, ang. Crusade in Jeans) – holendersko-belgijsko-luksembursko-niemiecki film przygodowy z 2006 roku w reżyserii Bena Sombogaarta. Film jest adaptacją książki "Krucjata w dżinsach" Thei Beckman.

## Opis fabuły
15-letni Dolf nie może pogodzić się z porażką swojej drużyny piłkarskiej, do której doszło z jego winy. Za pomocą prototypu maszyny czasu postanawia cofnąć się do chwili, kiedy popełnił błąd, i naprawić go. W tym celu włamuje się do laboratorium matki, by skorzystać z eksperymentalnego urządzenia. W pośpiechu źle ustawia datę. Chłopiec zamiast na murawę boiska, przenosi się do czasów średniowiecza, gdzie bierze udział w dziecięcej krucjacie do Jerozolimy.

## Obsada
- Johnny Flynn jako Rudolf „Dolf” Vega
- Stephanie Leonidas jako Jenne
- Emily Watson jako Mary Vega, matka Dolfa
- Michael Culkin(inne języki) jacie ojciec Anselmus
- Benno Fürmann jako ojciec Thaddeus
- Jake Kedge jako książę Carolus
- Robert Timmins(inne języki) jako Nicolas
- Ryan Winsley(inne języki) jako Vick